# Бугарско-хрватски ратови
Бугарско-хрватски ратови вођени су током 9. и 10. века између хрватске средњовековне државе (кнежевина и краљевина) и Првог бугарског царства.

## Први рат
Први бугарско-хрватски рат вођен је средином 9. века. Године 854. су бугарски владар Борис I и великоморавски кнез Растислав склопили савез против Лудвига II Немачког који је владао Источном Франачком. Хрватски кнез Трпимир, иначе веран франачки вазал, схватио је опасност од бугарске експанзије ка западу која је, након освајања Рашке, дошла и до хрватских граница. Бугари, према Константину VII Порфирогенету, нападају Хрватску око 854. године. Током првог бугарско-хрватског рата, вођена је само једна већа битка и то на територији данашње североисточне Босне. Завршена је неодлучним исходом. Након ове битке су обе стране ступиле у преговоре. Мировним споразумом утврђена је бугарско-хрватска граница на реци Дрини.

## Други рат
Други бугарско-хрватски рат вођен је у склопу византијско-бугарског рата између бугарског цара Симеона I и византијског цара Романа I почетком 10. века. Претрпевши неколико пораза, Византинци ступају у преговоре са Хрватском и Србијом у жељи да их придобију у борби против Симеона. Владар Захумља, Михаило Вишевић, обавестио је о овим преговорима Симеона. Симеон је 924. године напао и похарао српске земље припојивши их Првом бугарском царству. Велики број Срба, међу којима је и жупан Захарија Прибислављевић, пребегли су на хрватски двор кнезу Томиславу. Византијски цар Роман I поклонио је Хрватима Далмације и Захумље како би их привукао на своју страну. Симеон шаље свога војводу Алогоботура да остатак Срба протера у Хрватску. Срби дижу побуну те избија рат око 926. године.
Исте године вођена је битка у босанским планинама. Хрватски краљ Томислав потпуно је поразио Алогоботурове трупе. Био је то једини рат у коме је Симеон изгубио. На интервенцију папе Јована X, рат је окончан. Границе држава нису се битно измениле (само је источна граница проширена до реке Босне). Међутим, Хрватска из рата излази ојачана и постаје битан фактор на Балканском полуострву. Године 927. умире цар Симеон, а наследио га је син Петар I. У Петровом царству долази до немира и борбе за власт међу Симеоновим синовима. Ту прилику користе Срби да, под вођством Часлава Клонимировића, обнове своју државу (931. година). Хрватска се тиме престала граничити са Бугарском.

## Трећи рат
Током друге половине 10. века, Хрватском је владао Стјепан Држислав који је, склопивши са византијским царем савез, издејствовао признавање хрватске државе од стране Царства. Стјепанов син Светослав Суроња наследио га је 997. године. Он је наставио очеву провизантијску политику. Светославова браћа Крешимир III и Гојслав су, уз помоћ бугарског цара Самуила, намеравали да изврше државни удар. Самуило је продро у Далмацију и разорио Котор и Рисан. Заустављен је код Задра. Међутим, освојивши већ велике територије Хрватске, Самуило их дарује Крешимиру и Гојславу који постају потпуни владари Хрватске. Светослав је прогнан у Млетачку републику.
Поразом Бугара у бици код Беласице и смрћу цара Самуила, Прво бугарско царство нагло је ослабило. Самуила је наследио син Јован Владислав који Царство не успева одржати. Византијски цар Василије II Бугароубица припаја га своме Царству 1018. године. Хрватски владари постају византијски вазали. Тиме су окончани средњовековни бугарско-хрватски ратови.